# Bandera de Somalilàndia
La primera bandera de Somalilàndia fou establerta pel consell legislatiu autònom establert el 1957, el qual va reconèixer la bandera que ja s'utilitzava al mandat italià de Somàlia, blava amb estel blanc de cinc puntes al centre. Sota aquesta bandera fou proclamada la independència el 26 de juny de 1960. D'acord amb el manifest del 25 d'abril de 1960, l'1 de juliol següent l'Estat Independent de Somalilàndia i la República de Somàlia es van unir en un sol estat anomenat República de Somàlia, que igualment va utilitzar aquesta bandera. Vegeu, bandera de Somàlia.
La lluita contra el règim de Siad Barre (1988-1991) va correspondre al Moviment Nacional Somali, els colors del qual (vermell clar, blanc i verd horitzontal) formaren més tard la base de la bandera de Somalilàndia.
El 18 de maig de 1991 Somalilàndia va proclamar la independència a Burao en una petita cerimònia d'hissada de bandera després d'una assemblea de caps de clan. En aquell moment segons demostren les imatges televisives poc clares, es va utilitzar una bandera amb els colors del Moviment Nacional Somali en vertical, segons sembla amb la franja central de major amplada. Aquesta bandera degué ser provisional per manca de bandera definitiva, utilitzant els colors del partit dirigent.
La data d'adopció de la bandera definitiva, blanca amb disc verd i asahada en cercle, no és coneguda, però cal pensar que fou poc després de la independència el 1991 o com a màxim a l'assamble de Borama del 16 de maig de 1993. Va romandre vigent fins que una nova bandera fou adoptada el 14 d'octubre de 1996, per la Conferència Nacional, amb els colors del Moviment Nacional Somali en honor dels herois de la guerra de la independència. Consta reconeguda a la carta nacional (constitució) aprovada definitivament el 31 de maig del 2001.

## Colors
| Model de color | Verd       | Blanc         | Vermell   | Negre   |
| -------------- | ---------- | ------------- | --------- | ------- |
| Pantone        | 355C       | 109C          | 032C      | Negre   |
| RGB            | 0, 109, 33 | 255, 255, 255 | 223, 0, 0 | 0, 0, 0 |
| HTML           | #006D21    | #FFFFFF       | #DF0000   | #000000 |

## Banderes alternatives

Algunes banderes utilitzen el carabassa enlloc de l'oficial color vermell.

Bandera sense la xahada.

Tot i que l'article 7 de la constitució estableix clarament que la part inferior de la bandera és vermella, s'han vist algunes petites versions amb un color carabassa clar. Una altra variació és l'orientació de l'estel, ja que moltes banderes mostren l'estel apuntant en la direcció oposada de la bandera oficial.

## Banderes històriques

Soldanat d'Adal (1415–1577)
Soldanat d'Isaaq (1750–1884)
Protectorat britànic de la Somàlia Britànica (1884–1903)
Somàlia Britànica (1903–1950)
Somàlia Britànica (1950–1952)
Somàlia Britànica (1952–1960)
Estat de Somaliland (juny 1960 – juliol 1960)
República Somalí (juliol 1960 – 1991)
Somaliland (1991 – 18 maig 1991)
Somaliland (18 maig 1991 – 14 octubre 1996)